# Olivia Lundman
Olivia Lundman, född 3 januari 2003, är en friidrottare från Kanada. Hon deltog vid olympiska sommarspelen 2024.